# Ilha dos Araújos
A Ilha dos Araújos é uma ilha fluvial contornada pelo rio Doce, situada no município de Governador Valadares. É a maior ilha natural do rio Doce e já era povoada desde o início dos anos 1960. Atualmente, é um bairro densamente povoado, com habitantes de classe média.
A ilha tem uma extensão de mais de dois quilômetros e área de aproximadamente 1,2 quilômetros quadrados. O bairro é ligado ao centro da cidade por uma ponte construída sobre o rio Doce e, segundo o Censo de 2010 realizado pelo IBGE, contava com uma população residente de 7.659 habitantes.

## História
A habitação da ilha começou em 1872, para catequizar os índios botocudos. A partir disso, houve vários proprietários até ser propriedade da família Araújo, que iniciou a ocupação do bairro.

## Economia
A Ilha dos Araújos é um bairro turístico que conta com comércio. Possui uma ampla variedade comercial, que inclui bares, clubes recreativos, boate, restaurantes e pizzarias.
O turismo está presente através do calçadão da Ilha, com 4,8 quilômetros, que contorna a ilha e é visitado por valadarenses e turistas por ser um local considerado ideal para atividades físicas.

## Imagens

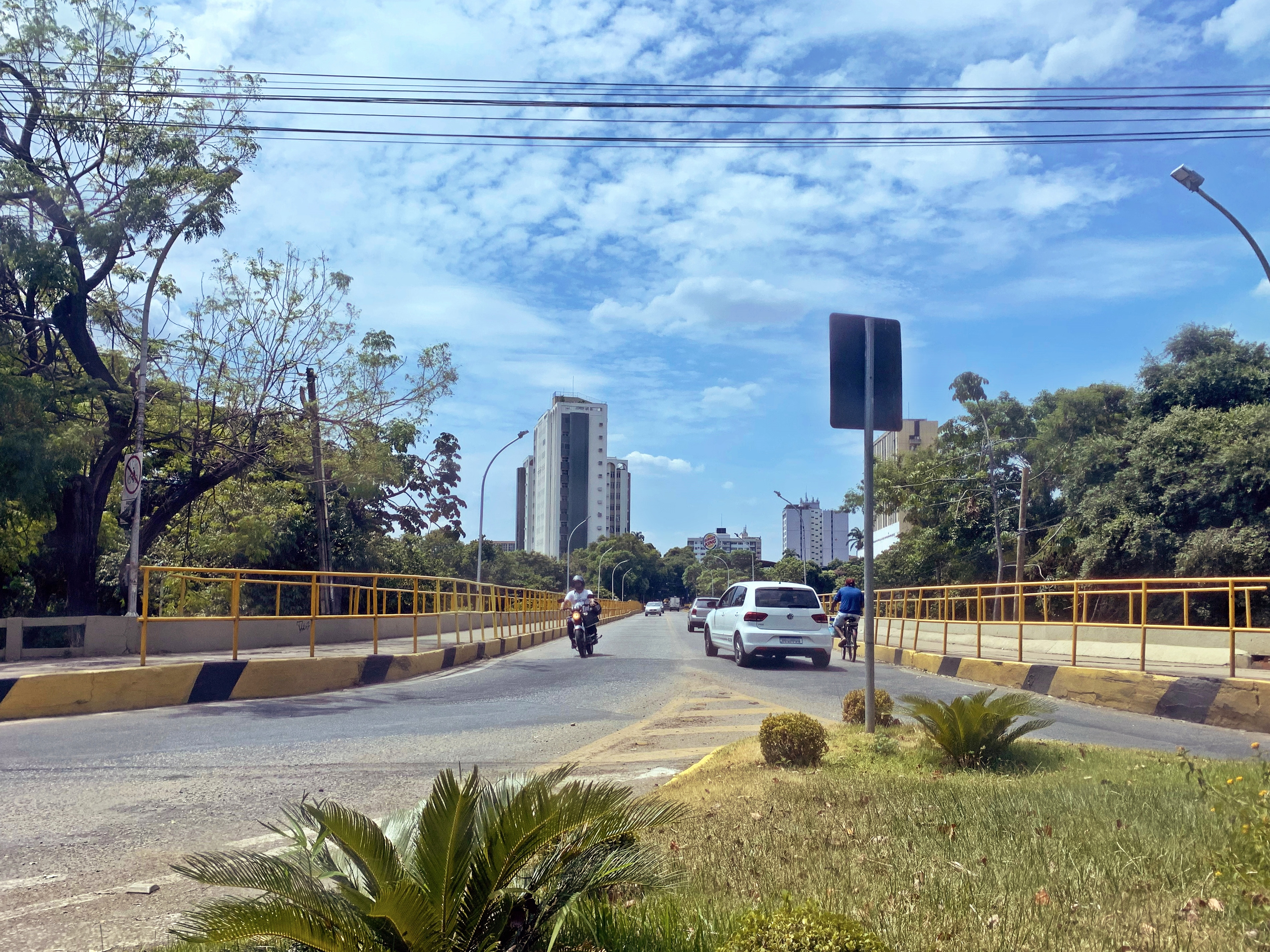
Ponte que dá acesso à ilha
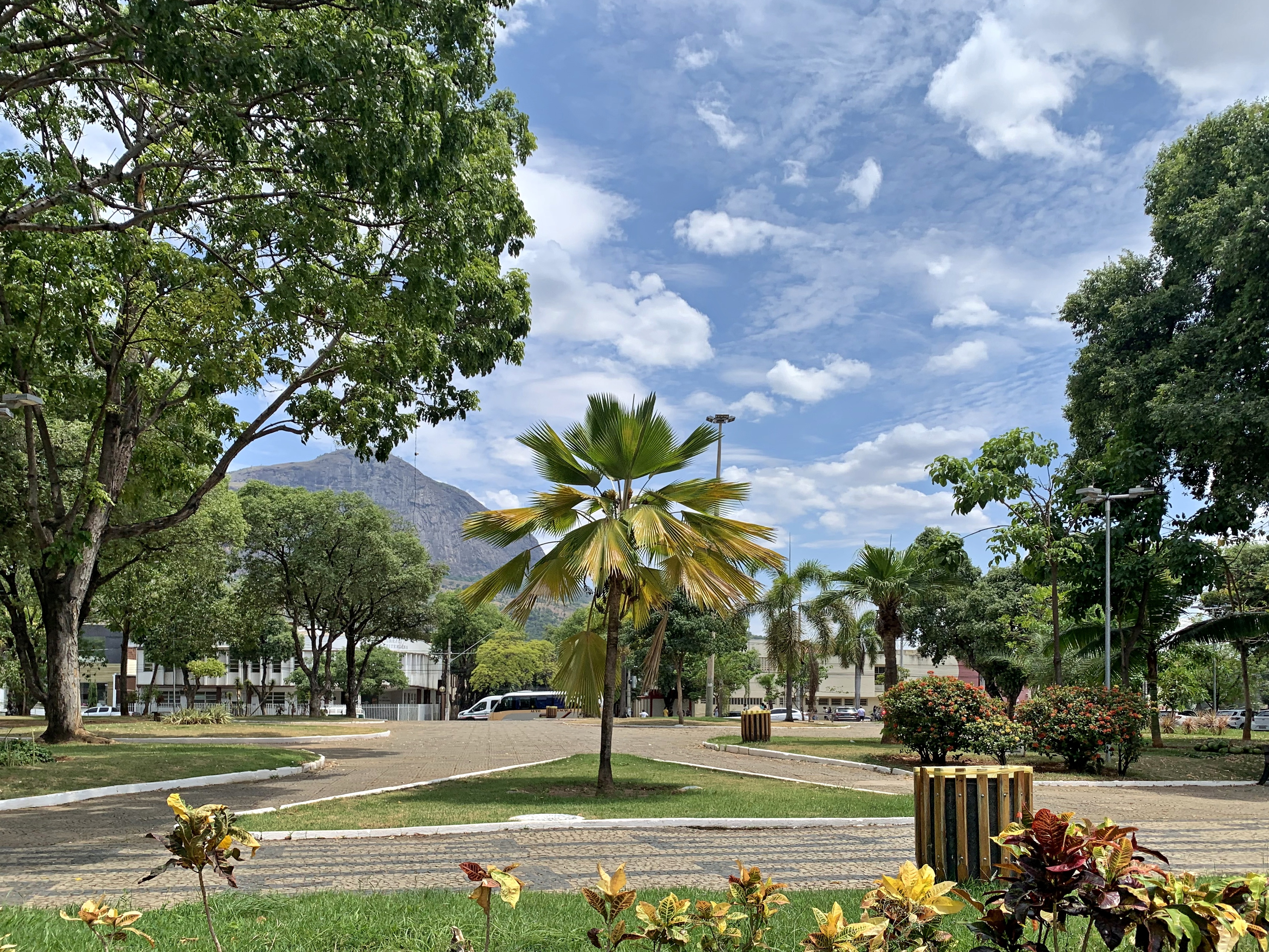
Praça Júlio Soares com o Pico da Ibituruna ao fundo
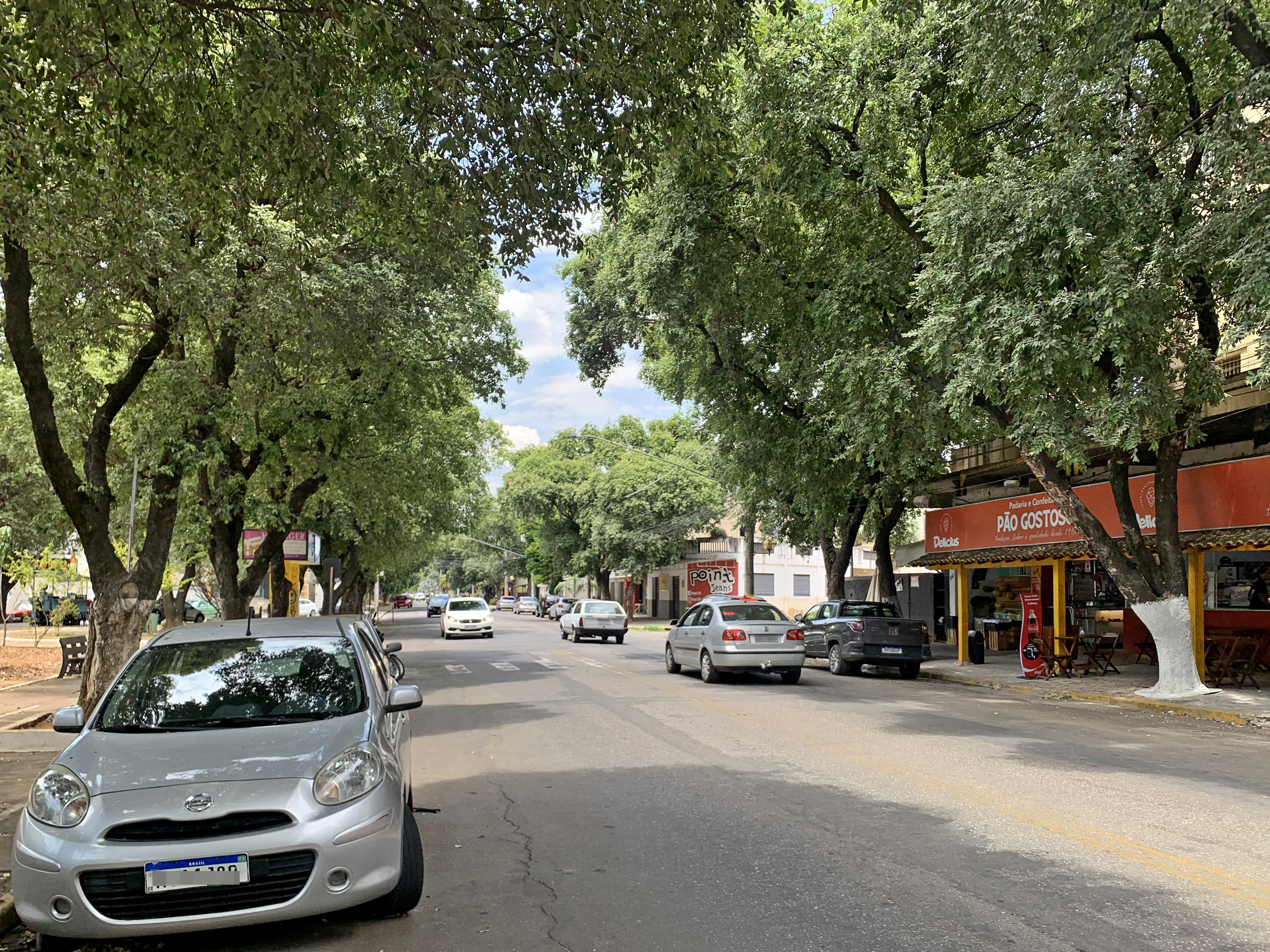
Avenida São Francisco, uma das principais vias da ilha.
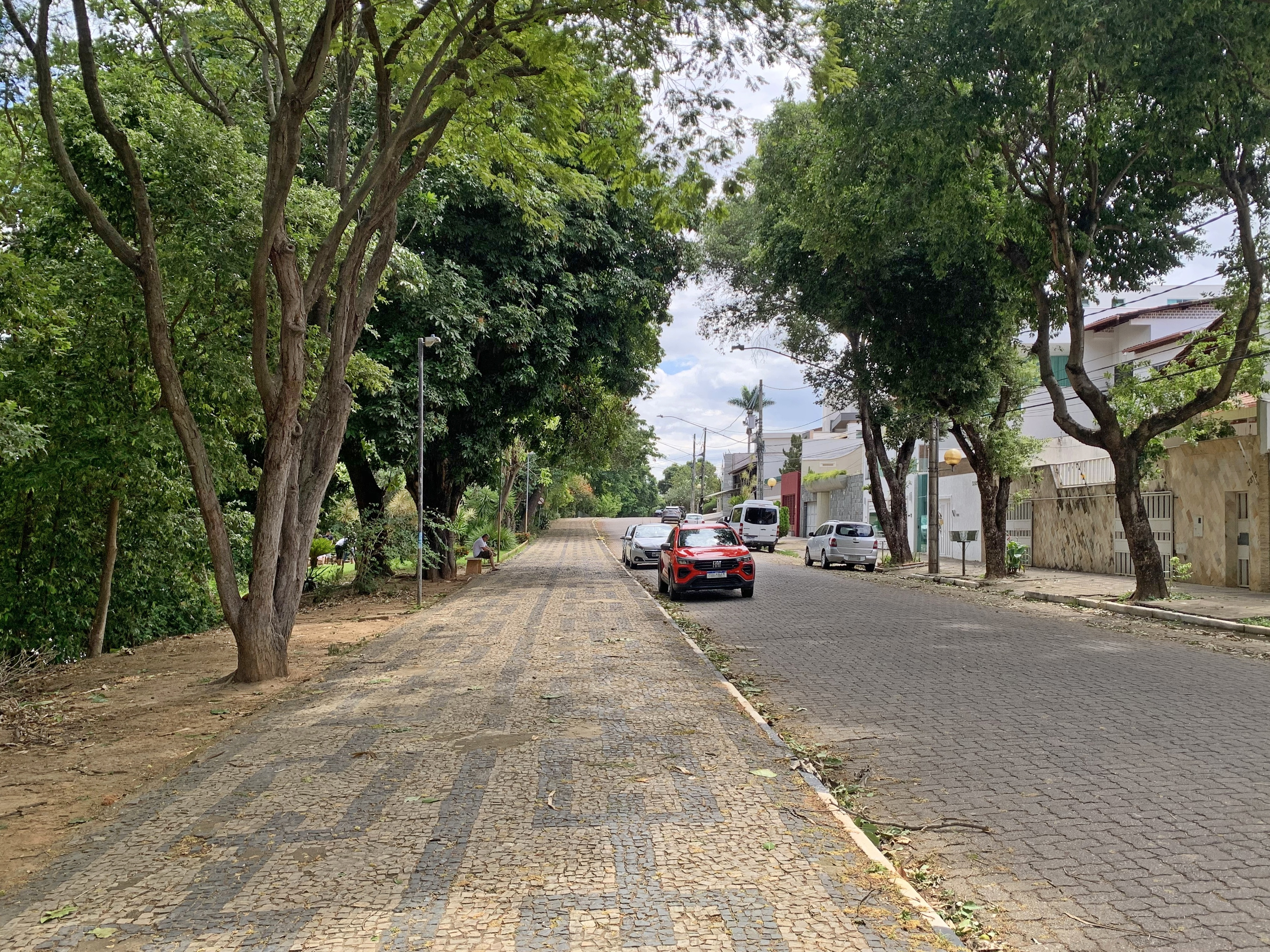
Pista de caminhada na margem do rio Doce